# Ползиков, Пётр Владимирович
Пётр Владимирович Ползиков (23 февраля 1854 — 21 августа 1918, Петроград) — русский генерал от инфантерии, участник Первой мировой войны.

## Биография
- 11 сентября 1869 — Поступил на военную службу.
- 1873 — Окончил Пажеский корпус, выпущен прапорщиком гвардии в лейб-гвардии Егерский полк.
- 11 апреля 1876 — Подпоручик гвардии.
- 1877—1878 — Участвовал в русско-турецкой войне.
- 30 августа 1877 — Поручик.
- Флигель-адъютант болгарского князя Александра Баттенберга.
- 11 июля 1882 — Штабс-капитан.
- 1883 — Отозван в Россию.
- 5 ноября 1884 — 30 августа 1893 — Офицер-воспитатель Пажеского корпуса.
- 30 августа 1888 — Капитан.
- 30 августа 1893 — Полковник.
- 2 июля 1894 — 27 августа 1897 — Командир Севастопольского крепостного пехотного батальона.
- 17 апреля 1899 — Начальник Батумского военного госпиталя.
- 1 октября 1899 — Командир 21-го пехотного Муромского полка.
- 1904 — Генерал-майор (за отличие).
- 15 мая 1904 — Командир 2-й бригады 37-й пехотной дивизии.
- 30 января 1907 — Начальник 1-й Финляндской стрелковой бригады.
- 1910 — Генерал-лейтенант (за отличие).
- 22 сентября 1910 — 13 ноября 1914 — Начальник 3-й пехотной дивизии. Участвовал в Тарношинском бою[2].
- Осень 1914 — Участвовал в Первой мировой войне.
- 1914—1915 — Освобожден от должности, произведен в генералы от инфантерии с увольнением от службы.

Умер в 1918 году. Похоронен на кладбище Новодевичьего монастыря.
- Брат — генерал-майор Александр Владимирович Ползиков (1857 — 25 августа 1918[3], Петроград)

## Отличия
- Орден Святой Анны IV степени (1878)
- Орден Святого Станислава III степени с мечами и бантом (1878)
- Орден Святой Анны III степени с мечами и бантом (1878)
- Орден Святого Станислава I степени с мечами (1905)
- Орден Святой Анны I степени с мечами (1905)
- Орден Святого Владимира II степени (1909)
- Орден Белого Орла (06.12.1913)